# Wolkowo (gromada)
Wolkowo – dawna gromada, czyli najmniejsza jednostka podziału terytorialnego Polskiej Rzeczypospolitej Ludowej w latach 1954–1972.
Gromady, z gromadzkimi radami narodowymi (GRN) jako organami władzy najniższego stopnia na wsi, funkcjonowały od reformy reorganizującej administrację wiejską przeprowadzonej jesienią 1954 do momentu ich zniesienia z dniem 1 stycznia 1973, tym samym wypierając organizację gminną w latach 1954–1972.
Gromadę Wolkowo z siedzibą GRN w Wolkowie utworzono 4 lipca 1968 w powiecie kościańskim w woj. poznańskim z obszarów zniesionych gromad Łęki Wielkie i Konojad w tymże powiecie.
W 1969 gromada miała 20 członków GRN.
31 grudnia 1971 gromadę zniesiono, a jej obszar włączono do gromady Kamieniec w tymże powiecie.